# 西村勝三

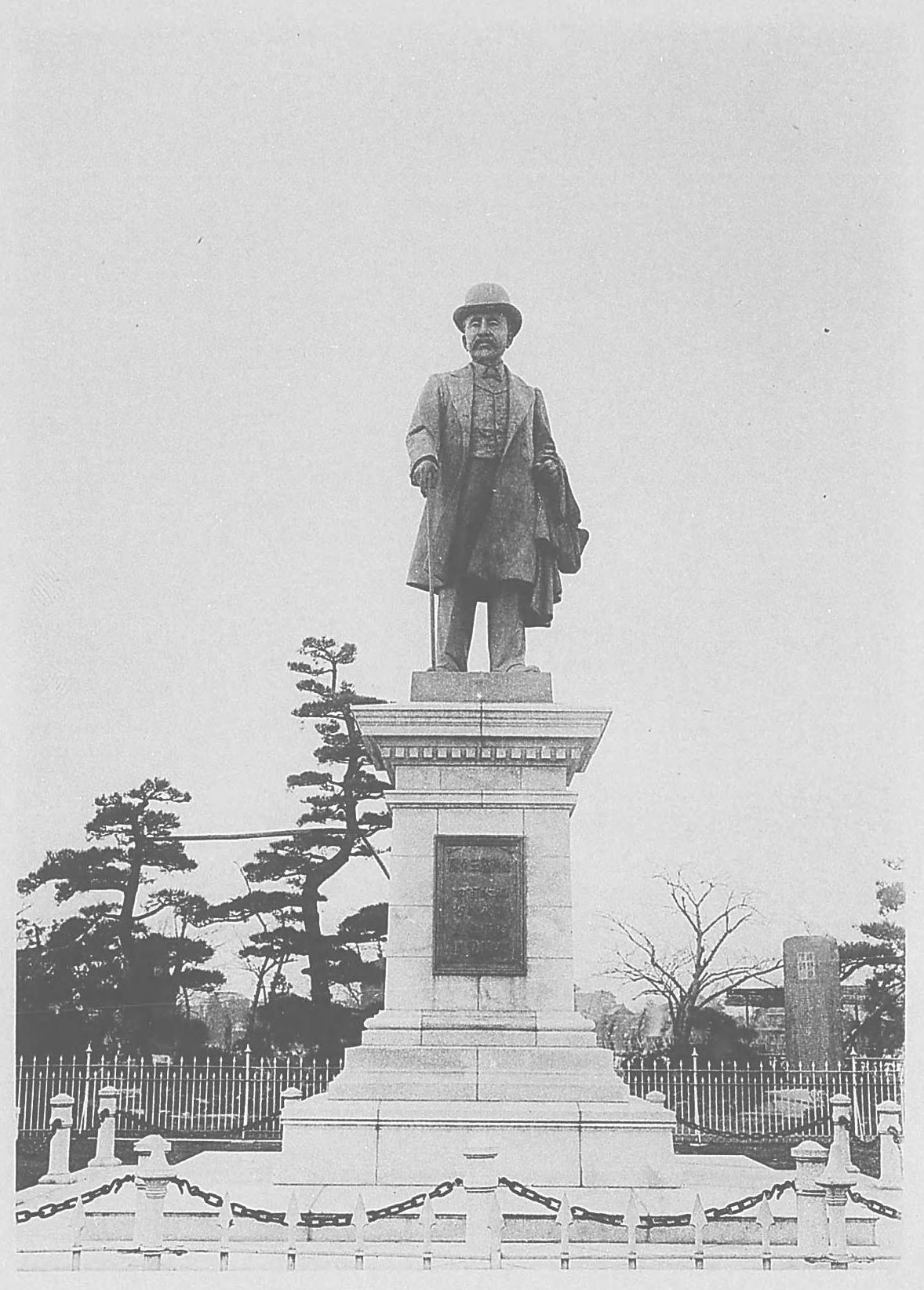
銅像

西村 勝三（にしむら かつぞう、1837年1月15日（天保7年12月9日） - 1907年（明治40年）1月31日）は、日本の幕末から明治時代における実業家。シューズメーカー株式会社リーガルコーポレーション創業者。株式会社ニッピ(桜組)、品川白煉瓦各創業者、ニット工業機械編の創始者。株式会社ニッカトー創業者の西村直は勝三の四男。西村茂樹は兄。幼名は三平。通称は伊勢勝。
晩年に失敗の歴史はあれど、成功の歴史なしと回顧したように身体の弱さもあり苦難の道を歩んだが不屈の闘志で歩みを止めず、初期の洋服職人が洋裁技術を修得したと推定される裁縫師ローマンを招き、またメリヤス、製革・製靴、耐火煉瓦、窯業、硝子業の発展の礎を築く。支藩の佐野藩の出身だが南関東の学都である佐倉藩が輩出した人物たちを描いた『佐倉人物史』で取り上げられた。

## 経歴
1837年、佐野藩側用人、西村芳郁(西村平右衛門)と楽子の三男として江戸藩邸内に生まれる。幼い頃から佐野藩の藩校で学ぶ。16歳の時、長崎海軍伝習所を志すが落選。脱藩。1865年、日本橋に鉄砲店を開く。伊勢屋勝三と改名。1866年、横浜太田町にも出店。

### 製靴・製革業を創業
1870年、軍用靴製造の目的で製革・製靴事業を始める。
徳川幕府が西洋式陸軍を伝習隊として編成するにあたり、1867年にフランスからシャノワーヌ（後の仏国陸軍大臣）やブリュネなど15人のフランス軍顧問団が来日した。この時、軍靴をフランスから輸入したが、幕府が瓦解したあとの1869年（明治2年）に横浜に到着したために、維新政府はひとまづ神奈川運上所に伝習隊用の靴を大量に収蔵することになった。神奈川県判事（現代の知事に相当）はこの靴の処置に窮し、御用商人の西村勝三に売却を依頼した。

### メリヤス靴下製造業を創業
1871年、東京築地でメリヤス靴下製造業を始める。

### 日本初のクラブを創設
1872年、築地にヨーロッパのクラブを模範とし日本初と云われるクラブ「ナショナルクラブ」を開設。

### 耐火煉瓦製造業を創業
1875年、耐火煉瓦製造業を始める。
1907年、盲腸炎がもとで逝去。享年72。墓所は東海寺大山墓地。

## 家族
- 娘・とく - 夫の八十島親徳は渋沢栄一秘書[2]。
- 娘・よし - 夫の佐藤敏夫(1876－1934)は東京慈恵会医科大学耳鼻咽喉科教授[3]
- 二男・譲 - 馬越恭平の兄河野呈輔の養子となる[4]。
- 四男・直（1888-1934） - 兄三人が他家の養子となり、直が家督を継ぐ[4]。慶應義塾普通部、東京高等工業学校を経て入隊、1913年ドイツで応用化学を学び、帰国後家業を継ぐ[4][5]。岳父に西園寺亀次郎（西園寺公成二男）[4]。
- 娘・淑 - 夫の石丸一は徳島県小松島市出身の画家で、漢方医の子として生まれ、京都帝国大学医科大学卒業後大阪で開業の傍ら信濃橋洋画研究所で絵を学び、朝日賞受賞、九室会参加、1936年ベルリンオリンピック出品、二科展会員などで知られた[6]。